# Robuste Regelung
Eine robuste Regelung bezeichnet einen festen Regler, bei dem in Entwurf und Parameter-Auslegung besonderer Wert darauf gelegt wird, dass er trotz Abweichung des Streckenverhaltens von einem Nominalverhalten gewünschte Eigenschaften annimmt.  Unter einem festen Regler wird dabei ein Regler verstanden, dessen Struktur und Parameter von der Zeit und den Parametern unabhängig sind. Es wird vorausgesetzt, dass die Grenzen, innerhalb derer die Parameter schwanken können, bekannt sind. Gewünschte Eigenschaft ist dabei die Stabilität des geschlossenen Regelkreises, aber auch Anforderung an die Einschwingzeit, Höhe des Überschwingens oder die Lage der Pole. Die gewünschten Eigenschaften können dabei von den jeweils vorliegenden Parametern abhängen.
Ursachen für das sich ändernde Streckenverhalten sind zum Beispiel:
- Die Regelstrecke ist nicht vollständig bekannt.[2]
- Das Entwurfsmodell entstand aus der Vereinfachung eines komplizierteren Modells, insbesondere durch Linearisierung um unterschiedliche Arbeitspunkte.[2]
- Die Regelstruktur ändert sich wegen des Ausfalls von Sensoren.[3]

Ein Verfahren für eine robuste Regelung stellt die H-unendlich-Regelung dar.
Als Stabilitätskriterium für Strecken, die durch lineare Differentialgleichungen beschrieben werden und deren physikalische Parameter oder genauer, deren Koeffizienten des charakteristischen Polynoms in bekannten Grenzen liegen kann das Kharitonov-Kriterium herangezogen werden.
Das Ziel, die gewünschten Eigenschaften trotz variierenden oder eines ungenau bekannten Streckenverhaltens zu erreichen, wird auch von adaptiven Reglern angestrebt, wobei hier im einfachsten Fall die Reglerparameter abhängig vom Arbeitspunkt eingestellt werden.